# Bryan Ruiz
Bryan Jafet Ruiz González (* 18. August 1985 in San José) ist ein costa-ricanischer ehemaliger Fußballspieler.

## Karriere

### Verein
Bereits im Alter von 18 Jahren gab Ruiz sein Debüt in der Primera División de Costa Rica, der höchsten Spielklasse seines Heimatlandes. Zuerst hinter den Stammkräften Rolando Fonseca und Froylán Ledezma als Stürmer Nummer drei, entwickelte sich Ruiz schon bald als echte Alternative zu beiden. 2004 gewann das Team den CONCACAF Champions’ Cup und holte diesen Titel erstmals seit acht Jahren wieder ins Land. Damit gewann Ruiz schon früh in seiner noch jungen Karriere einen internationalen Wettbewerb. Nach Ablauf der Folgesaison schaffte es der Angreifer mit seiner Mannschaft die nationale Meisterschaft sowie die Copa Interclubes UNCAF zu gewinnen. Durch gute Leistungen drängte er sich auf und spielte sich immer öfter in die Startelf von Alajuelense. 2005/06 war er endgültig Leistungsträger seines Klub und erregte die Aufmerksamkeit europäischer Teams. So kam es im Sommer 2006 zu einem Wechsel zum belgischen Klub KAA Gent. In Gent unterschrieb der Offensivspieler einen Vier-Jahres-Vertrag. Schnell gewöhnte er sich an die neue Liga und beeindruckte die Fans durch gute Leistungen. Zur Spielzeit 2008/09 war er Top-Scorer seiner Mannschaft und wurde von den KAA-Anhänger zum Spieler der Saison gewählt. Fortan buhlten viele Vereine um die Gunst des Stürmers. Schließlich gab am 15. Mai 2009 der niederländische Klub FC Twente Enschede bekannt, den Costa-Ricaner verpflichtet zu haben. Wie schon in Gent, unterzeichnete Ruiz auch beim neuen Verein einen Vertrag über vier Jahre. In Enschede sollte er Eljero Elia ersetzen. Sein Debüt in der Eredivisie gab Ruiz am 1. August 2009 im Auswärtsspiel gegen Sparta Rotterdam. Beim 2:0-Sieg erzielte er zudem seinen ersten Treffer für das neue Team. Am Ende der Saison konnte Ruiz mit seinem neuen Klub die niederländische Meisterschaft gewinnen. Es war die erste des Vereins seit dessen Bestehen. Dem Stürmer gelangen dabei 24 Tore, wodurch er bester Angreifer des Teams war.
Ende August 2011 wechselte er zum FC Fulham. Am 14. Januar 2014 wurde er an den niederländischen Verein PSV Eindhoven ausgeliehen.
Von Dezember 2015 bis Mai 2018 spielte er für Sporting Lissabon und gewann mit den Portugiesen den Supercup am 9. August 2015 gegen den Stadtrivalen Benfica und am 27. Januar 2018 den Ligapokal. Danach wechselte er nach Brasilien zum FC Santos. Nach zwei Jahren wechselte er zurück in seine Heimat zum LD Alajuelense.

### Nationalmannschaft
Ruiz spielte bereits in den Nachwuchsteams der Fußballnationalmannschaft von Costa Rica, ehe er erstmals für die A-Elf nominiert wurde. 2005 wurde er in den Kader für den CONCACAF Gold Cup nominiert, wo man im Viertelfinale an Honduras scheiterte. Ruiz kam während des Wettbewerbs in allen Spielen zum Einsatz und konnte einen Treffer beisteuern. Zwei Jahre später verpasste er wegen einer Verletzung die erneute Teilnahme am Gold Cup. Bei der WM 2014 war er Kapitän seiner Mannschaft und erzielte beim Vorrundenspiel gegen Italien das entscheidende Tor zum 1:0, das den vorzeitigen Einzug in die K.o.-Runde sicherte. Im Achtelfinale gegen Griechenland brachte er seine Mannschaft mit seinem zweiten WM-Tor mit 1:0 in Führung. Nach dem Ausgleich in der Nachspielzeit und einer torlosen Verlängerung setzte sich Costa-Rica nach einem 1:1 im Elfmeterschießen durch, bei dem Ruiz seinen Strafstoß verwandeln konnte. Im Viertelfinale scheiterten die Mittelamerikaner schließlich an den Niederlanden – ebenfalls im Elfmeterschießen. Dieses Mal behielt Ruiz allerdings nicht die Nerven und scheiterte vom Punkt an Tim Krul.
Auch an der WM 2018 nahm er wieder als Kapitän mit Costa Rica teil. Nach Niederlagen gegen Serbien (0:1) und Brasilien (0:2) erreichten sie im letzten Spiel gegen die Schweiz ein 2:2. Dabei schoss  er in der Nachspielzeit einen Foulelfmeter an die Latte. Vom Querbalken prallte der Ball an den Hinterkopf  des Schweizer Torhüters Yann Sommer und von dort ins Tor. Der Treffer wurde von der FIFA als Eigentor gewertet. Trotz des Punktgewinns schied Costa Rica als Gruppenletzter aus.
Beim CONCACAF Gold Cup 2019 führte er seine Mannschaft ins Viertelfinale gegen Mexiko. Zwar konnte er in der 52. Minute die 1:0-Führung der Mexikaner mit seinem bisher letzten Länderspieltor ausgleichen, in der 111. Minute wurde er aber ausgewechselt und seine Mannschaft verlor das anschließende Elfmeterschießen.
Nach der erfolgreichen Qualifikation für die Fußball-Weltmeisterschaft 2022 in Katar berief ihn Nationaltrainer Luis Fernando Suárez in das 26-köpfige Aufgebot Costa Ricas.

## Erfolge
Verein
- CONCACAF Champions’ Cup: 2004
- Costa-Ricanischer Meister: 2005
- Copa Interclubes UNCAF: 2005
- Niederländischer Meister: 2010
- Niederländischer Pokalsieger: 2011
- Niederländischer Superpokalsieger 2010, 2011
- Zentralamerikameister 2014 (Finaltorschütze)
- Portugiesischer Superpokalsieger 2015
- Portugiesischer Ligapokalsieger 2018

Individuell
- Spieler des Jahres bei KAA Gent: 2008/09
- Spieler des Jahres bei FC Twente Enschede: 2009/10